# 大麻羽蘚
大麻羽蘚（学名：Claopodium assurgens）为羽蘚科麻羽蘚屬下的一个种。